# Андреас Лондос
Андреас С. Лондос (грец. Ανδρέας Λόντος , 1786—1846) — грецький політик і полководець. Один із перших військових керівників, який підняв прапор повстання на Пелопоннесі під час грецької війни за незалежність.
Народився у Востіці в 1786 році. Ініційований у Філікі Етері в 1818 році.
Під впливом земельної суперечки між землевласниками 26 січня 1821 р. Лондос та інші провідні землевласники, примати та єпископи Філікі Етері зустріли Папафлессаса в монастирі Архангелів Михаїла та Гавриїла у Востіці для обговорення планів повстання проти турків. Спочатку було скептичне ставлення до риторики Папафлессаса щодо загального повстання, але, в врешті-решт прапор незалежності 10 березня 1821 року в монастирі Агіа-Лавра було піднято. Це сталося після того, як бей з Триполі був ув'язнений і погрожував стратити кількох провідних грецьких єпископів.

Прапор, піднятий Андреасом Лондосом у Патрах на початку грецької війни за незалежність.

23 березня 1821 року Лондос разом із 400 грецькими бійцями здійснив марш на Востіцу. Турки, почувши чутки про загальне повстання, втекли через Коринфську затоку і сховались в Амфісі. Греки захопили місто без бою. Потім Лондос рушив на Патри, щоб приєднатися до облоги міської фортеці.
У липні 1822 року в Акраті під командою Лондоса, Петімезас і Займіс сили грецьких винищувачів оточили та напали на групу з 4000 турок, які йшли до Патр після їх поразки в битві при Дервенакії.
Андреас Лондос разом зі своїм другом і союзником Андреасом Займісом пізніше були заплутані в політичних інтригах, які з'явилися через претензії двох фракцій на легітимність уряду. Спочатку він приєднався до уряду, який тоді очолював Георгіос Кантуріотис, потім він підтримав пелопоннеських лідерів проти уряду Іоанніса Колеттіса, а згодом опинився на програшній стороні громадянської війни 1824 р.
Після прийняття незалежності Греції, Лондос взяв участь у Русі 3 вересня проти абсолютизму правлячого короля Оттона Баварського. Повстання остаточно забезпечило конституцію для народу Греції .